# Ivan Mládek
Ivan Mládek (* 7. února 1942 Praha) je český multiinstrumentalista (banjo, kazoo, balalajka aj.), zpěvák, bavič, textař, skladatel, komik, kreslíř, humorista, scenárista a autor deskových her; vystudovaný inženýr ekonomie. Je zakladatelem, kapelníkem a frontmanem populární kapely Banjo Band a navrhl nový hudební nástroj guitariano (syntezátor tvaru kytary).

## Život
Narodil se roku 1942 v Praze. Vyrůstal v úřednické rodině v Holešovicích. Jeho otec Bohuslav Mládek byl právníkem. Ivan Mládek absolvoval střední průmyslovou školu strojní a poté Vysokou školu ekonomickou. Na VŠE byl mimo jiné i spolužákem Václava Klause.

### Umělecká činnost
Od roku 1966 veřejně vystupoval s různými soubory z oblasti jazzu a country music (Storyville Jazz, K.T.O., White Stars, Mustangové). Na přelomu let 1967–68 pobýval ve Francii, kde se živil hraním na banjo a balalajku v ruských kabaretech.
Po půl roce se vrátil do Československa, kde založil vlastní kapelu Banjo Band, kde kromě kapelnictví píše repertoár, hraje na tenorové banjo a zpívá. Je autorem více než 400 písní, píše humoristické povídky, recesistické pohádky a scénáře, kreslí humorné obrazy (s obrácenou perspektivou) a vtipy. Televizním divákům je znám jako protagonista a hlavní autor zábavných pořadů Čundrcountry show a Country estráda. Televizní stanice TV Barrandov vysílala jeho sitcomy Cyranův ostrov, Cyranův poloostrov a Noha 22.

### Politické názory
Býval sympatizantem ODS. Před parlamentními volbami ČR v roce 2013 veřejně podpořil Stranu svobodných občanů, podle něj je to vhodná alternativa pro zklamané pravicové voliče.
Dlouhodobě se také netají svým monarchistickým smýšlením, které formuloval mimo jiné ve své glose Díky bezvládí blíže k monarchii pro internetové noviny Neviditelný pes roku 2007. V rozhovoru ke 100. výročí vzniku republiky v roce 2018 uvedl, že rozpad Rakouska-Uherska a zánik monarchie byla chyba a vznik československé republiky byl spíše v zájmu vítězných mocností než československého lidu, neboť za císaře Karla I. spěla monarchie k federalizaci a větší svobodě.

### Osobní život
Roku 1969 se oženil s Evou Mládkovou, se kterou má syna Štěpána (* 1977), který je advokátem. Roku 2011 se rozvedl; tehdy už řadu let byla Mládkovou partnerkou o 40 let mladší Libuše Roubychová, spoluhráčka a později také manažerka v Banjo Bandu. S ní má další dvě děti. Z dřívější doby má ještě jednoho nemanželského syna.

## Diskografie

### LP desky
- Písně Amerického západu (se skupinou White Stars) Panton 1970
- Mustangové 74 (10“) Panton, 1974.
- Dobrý den! Panton, 1976.
- Nashledanou! Panton, 1977.
- Ivan Mládek uvádí Luďka Sobotu Panton, 1978.
- Ej, Mlhošu, Mlhošu! Panton, 1979.
- Předposlední leč Panton, 1980.
- Guten Tag! Panton, 1980.
- Úterý (mluvené slovo) Supraphon, nahráno 1981, vydáno 1986
- Ivan Mládek uvádí zase Luďka Sobotu Panton, 1983.
- Moje rodina (+ mluvené slovo) Panton, 1982.
- Banjo z pytle ven! Panton, 1985.
- Potůčku, nebublej! Panton, 1986.
- Potlach v údolí Kazína (píseň Ptáčku, Ptáčku) Supraphon, 1989.
- Monology Luďka Soboty (hraje Banjo Band Ivana Mládka) Supraphon, 1990.
- Ta country česká, ta je tak hezká! Multisonic, 1991.
- Pepa z Kadaně (zpívá Josef Dvořák) Punc 1991.
- Škola zvířátek (Dagmar Patrasová) Tommu 1991.
- Poslední křeč Eurokonzert 10. 3. 2023

### CD
- Ta country česká Multisonic 1991
- The Best Of Banjo Band I. Panton 1992
- The Best Of Banjo Band II. Panton 1993
- Vykopávky Multisonic 1993
- Řeky (se skupinou Zelenáči) EMG 1993
- Pohádky a jiné povídačky (mluvené slovo) Monitor 1994
- V hospodě u šesti trampů BaM Music 1994
- Písničky Čundrcountry show I BaM Music 1994
- Písničky Čundrcountry show II. BaM Music 1995
- Dobrý den! (+6× bonus) Bonton 1996
- Písničky na chatu Bonton 1998
- Na shledanou! (+6× bonus) Bonton 1999
- Sweet Sue (mluvené slovo Lenka Plačková) Fonia 2000
- Anekdoty do 1. i 4. cenové skupiny
- Písně o lásce a pravdě BaM Music 2000
- Do hlavy ne! Radio servis 2001
- Proč mě ženy nemaj rády Warner Music 2002
- Milan Pitkin v Country estrádě 1 Noveta
- Milan Pitkin v Country estrádě 2 Noveta
- V Mexiku v taxiku (Dušan Barczi) Barci Music 2002
- Dáme si eště raz! (Dušan Barczi) Barci Music 2003
- … a vo tom to je! D. J. World 2002
- 60 nej Sony Music 2003
- U. S. evergreeny Popron 2006
- Banjo Band Story 2 Supraphon, 2007, 2CD[12]
- Zápisky šílencovy – trilogie Úterý Supraphon Music, 2007
- „Ňu, ňu, ňu!“ B.M.S. Music 2007
- Jožin z bažin w Polsce, 2008, vychází v Polsku i Česku

## Hity
Některé z písní Ivana Mládka se staly velmi známými a populárními, a to i v blízkém zahraničí. Mezi jeho známé hity patří například:
- Jožin z bažin
- Zkratky
- Rychlík jede do Prahy
- Prachovské skály
- Koukejte vycouvat
- Praha-Prčice
- Linda
- Neopatrný křeček
- Jez

## Obrazy
- Vlak, olej, rozměry neznámé, odkaz na obraz
- Noemova archa, rozměry neznámé, odkaz na obraz
- Banjo band na pláži, olej 200×110 cm, odkaz na obraz
- Vyhnání z ráje, olej 92×83 cm, odkaz na obraz
- Dáma s hranostajem, olej 80×100 cm, odkaz na obraz
- Stvoření první pokus, olej 80×120 cm, odkaz na obraz
- Švejkův pomník, olej 120×80 cm, odkaz na obraz
- Věhlasný portrétista, olej 120×80 cm, odkaz na obraz
- Vodník, olej 80×80 cm, odkaz na obraz
- Zátiší s akty, olej 100×70 cm, odkaz na obraz

## Knihy
- Písničky do kapsy 101 – Banjo Band Ivana Mládka (PANTON 1976, 2. vydání 1979, 35 – 692 – 79, 6 Kčs
- Písničky do kapsy 105 – Banjo Band Ivana Mládka 2 (PANTON 1978, 35 – 768 – 78, 9,50 Kčs, menšinovými spoluautory Zdeněk Svěrák, Ladislav Gerendáš, Pavel Vrba)
- Písničky do kapsy 112 – Banjo Band Ivana Mládka 3 (PANTON 1980, 35 – 083 _ 80, 7,50 Kčs) menšinovými spoluautory Zdeněk Svěrák, Drahoš Čadek, František Prošek)
- Písničky do kapsy 120 – Banjo Band Ivana Mládka 4 (PANTON 1982, 35 – 094 – 82, 9,50 Kčs) menšinovými spoluautory Zdeněk Svěrák, Eva Janoušková
- Zápisky šílencovy, vydalo nakladatelství Studio dobré nálady s.r.o. v roce 1990, ISBN 80-85279-01-0, 2. vydání v nakladateství Fragment v roce 2007, ISBN 80-253-0405-1, ISBN 9788025304051[13]
- Příběhy z divokého Východu, ilustroval Jerzy Ziembrowski, předmluva F. R. Čecha datovaná 7. 8. 1991, vydalo nakladatelství RIOSPORT-PRESS, ISBN 80-900818-3-5, vyšlo 1991 bez data, na obálce vzadu uvedeno RIO-PRESS, znovu vydalo nakladatelství Brána v roce 2008, ISBN 978-80-7243-374-2,
- O zlaté rybce, Vydalo Nakladatelství EMPRESS, Dobřichovice 1992, ISBN 80-901459-0-6, ilustrace Jerzy Ziembrowski
- Pohádky a pověsti ve verších, Vydal Nakladatelství EMPRESS, Dobřichovice 1993, ilustrace Oldřich Dudek. (Zveršování starých pověstí českých, přičemž samostatná delší báseň Písně o Horymírovi zveřejněna pouze v deníku Svobodné slovo, ve Slovíčku (sobotní čísla z 13. 10., 20. 10. a tři další, 1990)
- Šel tudy měl banjo, Písně Ivana Mládka, vydalo nakladatelství Music Cheb v roce 1994, ISBN 80-85925-00-1, kniha textů s notami, spoluautorem Zdeněk Svěrák (6 textů)
- Banjo Band Story. Vydalo nakladatelství Blízká setkání. Praha 1995. ISBN 80-901731-2-8 (dějiny kapely Banjo Band Ivana Mládka od jejího zakladatele)
- Hrajeme vám za trest, Olympia, Praha 1995 (koncem roku), ilustrovali Ivan Mládek a Jaroslav Mysliveček, ISBN 80-7033-391-X
- Krchňa Nikolajevna, vydala firma 6P v roce 2000, ISBN 80-901345-1-3,
- V country klubu, ilustroval Pavel Kantorek, X-Egem, Praha 2003. ISBN 80-7199-074-4 (kniha textů včetně not, spoluautory písní Svěrák, Procházka, Vodňanský)
- KalendaMeron, Nestydatá sázka o nestydaté prachy, s obálkou kreslenou Karlem Petrů, Fragment, 2007, ISBN 80-253-0471-X, 2. vydání Fragment, 2013, ISBN 978-80-253-1732-7 pod změněným názvem Nestydatá sázka a s obálkou kreslíře Štěpána Mareše
- Zpěvník – Ivan Mládek, Největší hity, vydalo nakladatelství Fragment v roce 2008, ISBN 80-253-0565-1, ISBN 9788025305652,
- Fejetony, vydalo nakladatelství Fragment v roce 2008, ISBN 80-253-0662-3, ISBN 9788025306628,
- Blbeček Max, vydalo nakladatelství Eurokonzert v edici Mládek do kapsy, Praha 2012, ISBN 978-80-905294-0-3
- Noha XXI, I. díl, Eurokonzert v edici Mládek do kapsy, Praha 2012, ISBN 978-80-905294-1-0
- Ivan Mládek obrazem i slovem. Mladá fronta, Praha 2018, ISBN 978-80-204-4921-4 (spoluautorem Petr Zajíc, kniha obrazů I. Mládka komentovaných jejich autorem)

## Televize
- Deset malých běloušků (1993)
- Čundrcountryshow (1994)
- Rodina – základ společnosti (1997)
- Country estráda (2002)
- Evergreen show (2006)
- Cyranův ostrov (2008)
- Cyranův poloostrov (2009)
- Noha 22 (2011)